# Dryocopus javensis
El picamaderos ventriblanco o pito negro de vientre blanco (Dryocopus javensis) es una especie de ave piciforme de la familia Picidae que habita en los bosques de hoja perenne de Asia tropical, incluyendo el Subcontinente Indio y el sudeste de Asia. 
Muchas subespecies de las islas están en peligro y algunas ya se han extinguido. Las poblaciones difieren en la distribución y extensión del color blanco en el plumaje. Se encuentra entre los más grandes pájaros carpinteros asiáticos y anidan en grandes árboles muertos, a menudo a la orilla de los ríos. Sus tamborileos y llamadas son más fuertes que los de los pájaros carpinteros más pequeños.

## Subespecies
Se reconocen las siguientes subespecies:
- D. j. cebuensis Kennedy, 1987–isla Cebú.
- D. j. confusus (Stresemann, 1913)–Luzón.
- D. j. esthloterus Parkes, 1971
- D. j. feddeni (Blyth, 1863)–Tailandia, Laos y Birmania.
- D. j. forresti Rothschild, 1922–norte de Myanmar y Sichuan, China.
- D. j. hargitti (Sharpe, 1884)–Palawan.
- D. j. hodgsonii (Jerdon, 1840)– se encuentra principalmente en los Ghats occidentales, pero también es conocido en el centro de la India,[5] y en los Ghats orientales.[6][7]
- D. j. javensis (Horsfield, 1821)–sur de Tailandia a Borneo.
- D. j. mindorensis (Steere, 1890)–Mindoro.
- D. j. multilunatus (McGregor, 1907)–Basilán, Dinagat y Mindanao.
- D. j. parvus (Richmond, 1902)–Simeulue.
- D. j. pectoralis (Tweeddale, 1878)–Sámar, Bohol y otras islas.
- D. j. philippinensis (Steere, 1890)
- D. j. richardsi Tristram, 1879	–Corea.
- D. j. suluensis (W. Blasius, 1890)–Sulu.

El picamaderos de Andamán (Dryocopus hodgei) fue tratado como subespecie en el pasado. La especie  también fue colocada en los géneros Thriponax y Macropicus en el pasado.